# 中華人民共和國第十屆全運會游泳比賽
中華人民共和國第十屆全運會游泳比賽共設32個小項，比賽在南京奧林匹克體育中心游泳館舉行。比賽從2005年10月13日正式展開，直至10月20日結束，為期8天。

## 獎牌分布情況

### 男子
| 項目                  | 金牌                            | 银牌                                  | 铜牌                                |
| 男子50米自由泳        | 蔡力（浙江）                    | 趙立峰（雲南）                        | 徐磊（上海）                        |
| 男子100米自由泳       | 陳祚（北京）                    | 黃紹華（廣西）                        | 蔡力（浙江）                        |
| 男子200米自由泳       | 張琳（北京）                    | 于成龍（遼寧）                        | 黃紹華（廣西）                      |
| 男子400米自由泳       | 張琳（北京）                    | 于成龍（遼寧）                        | 張恩劍（天津）                      |
| 男子1500米自由泳      | 張琳（北京）                    | 于誠（浙江）                          | 季志祥（江蘇）                      |
| 男子100米仰泳         | 歐陽鯤鵬（江西）                | 王煒（上海）                          | 張博棟（解放軍）                    |
| 男子200米仰泳         | 歐陽鯤鵬（江西）                | 王煒（上海）                          | 張博棟（解放軍）                    |
| 男子100米蛙泳         | 王猛健（福建）                  | 謝智（雲南）                          | 汪海波（浙江）                      |
| 男子200米蛙泳         | 劉維佳（遼寧）                  | 賴忠堅（解放軍）                      | 薛瑞鵬（山東）                      |
| 男子100米蝶泳         | 周嘉威（廣東）                  | 吳鵬（浙江）                          | 金浩（山東）                        |
| 男子200米蝶泳         | 吳鵬（浙江）                    | 陳寅（河北）                          | 鄭華章（遼寧）                      |
| 男子200米個人混合泳   | 曲敬宇（解放軍）                | 吳鵬（浙江）                          | 趙濤（解放軍）                      |
| 男子400米個人混合泳   | 吳鵬（浙江）                    | 趙濤（解放軍）                        | 李樂（遼寧）                        |
| 男子4x100米自由泳接力 | 吳鵬 鄭坤良 蘇鄭寧 蔡力（浙江） | 史潤強 謝旭峰 劉潤良 劉禹（廣東）     | 王煒 杜夤喆 黃翼聞 朱珺（上海）     |
| 男子4x200米自由泳接力 | 吳鵬 鄭坤良 蘇鄭寧 蔡力（浙江） | 辛桐 張琳 陳祚 趙啟龍（北京）         | 陳小鵬 張建濤 王鵬遠 于成龍（遼寧） |
| 男子4x100米混合泳接力 | 林軼 曾啟亮 周嘉威 劉禹（廣東） | 張博棟 賴忠堅 黃長端 曲敬宇（解放軍） | 王煒 承浩 顧臣 黃翼聞（上海）       |

### 女子
| 項目                  | 金牌                              | 银牌                              | 铜牌                                |
| 女子50米自由泳        | 朱穎文（上海）                    | 徐妍瑋（上海）                    | 龐佳穎（上海）                      |
| 女子100米自由泳       | 朱穎文（上海）                    | 徐妍瑋（上海）                    | 龐佳穎（上海）                      |
| 女子200米自由泳       | 楊雨（浙江）                      | 龐佳穎（上海）                    | 朱穎文（上海）                      |
| 女子400米自由泳       | 楊潔俏（天津）                    | 李茉（山東）                      | 譚淼（山東）                        |
| 女子800米自由泳       | 楊潔俏（天津）                    | 于銳（山東）                      | 李茉（山東）                        |
| 女子100米仰泳         | 高暢（山東）                      | 戰殊（遼寧）                      | 陳秀君（廣東）                      |
| 女子200米仰泳         | 廖雅麗（湖南）                    | 戰殊（遼寧）                      | 趙菁（湖北）                        |
| 女子100米蛙泳         | 羅雪娟（浙江）                    | 齊暉（解放軍）                    | 季麗萍（上海）                      |
| 女子200米蛙泳         | 齊暉（解放軍）                    | 羅雪娟（浙江）                    | 羅男（遼寧）                        |
| 女子100米蝶泳         | 周雅菲（解放軍）                  | 徐妍瑋（上海）                    | 曲靜（河北）                        |
| 女子200米蝶泳         | 黃曉彤（山東）                    | 焦劉洋（解放軍）                  | 黎欣華（解放軍）                    |
| 女子200米個人混合泳   | 齊暉（解放軍）                    | 張鑫（山東）                      | 鄧碧瑩（湖北）                      |
| 女子400米個人混合泳   | 齊暉（解放軍）                    | 張鑫（山東）                      | 于銳（山東）                        |
| 女子4x100米自由泳接力 | 陸瀅 龐佳穎 徐妍瑋 朱穎文（上海） | 鄭靜 湯景之 陳樺 楊雨（浙江）     | 曾思琪 張瑩 韓天嬌 李媛青（廣東）   |
| 女子4x200米自由泳接力 | 陸瀅 朱穎文 徐妍瑋 龐佳穎（上海） | 湯景之 陳樺 鄭靜 楊雨（浙江）     | 譚淼 鄭麗麗 于銳 李茉（山東）       |
| 女子4x100米混合泳接力 | 楊禮 齊暉 周雅菲 陳穗之（解放軍） | 白安琪 羅雪娟 湯景之 楊雨（浙江） | 周妍欣 季麗萍 徐妍瑋 朱穎文（上海） |

## 奖牌榜
| 排名 | 代表队 | 金牌 | 銀牌 | 銅牌 | 总数 |
| ---- | ------ | ---- | ---- | ---- | ---- |
| 1    | 浙江   | 7    | 7    | 2    | 16   |
| 2    | 解放军 | 6    | 5    | 4    | 15   |
| 3    | 上海   | 4    | 6    | 8    | 18   |
| 4    | 北京   | 4    | 1    | 0    | 5    |
| 4    | 福建   | 4    | 1    | 0    | 5    |
| 6    | 山东   | 3    | 4    | 5    | 12   |
| 7    | 广东   | 3    | 1    | 5    | 9    |
| 8    | 天津   | 2    | 0.5  | 1    | 3.5  |
| 9    | 江西   | 2    | 0    | 0    | 2    |
| 10   | 辽宁   | 1    | 4    | 4    | 9    |
| 11   | 湖南   | 1    | 0    | 0    | 1    |
| 12   | 广西   | 0    | 2    | 1    | 3    |
| 13   | 云南   | 0    | 1.5  | 0    | 1.5  |
| 14   | 安徽   | 0    | 1    | 1    | 2    |
| 14   | 河北   | 0    | 1    | 1    | 2    |
| 16   | 黑龙江 | 0    | 1    | 0    | 1    |
| 17   | 湖北   | 0    | 0    | 2    | 2    |
| 18   | 江苏   | 0    | 0    | 1    | 1    |
| 18   | 山西   | 0    | 0    | 1    | 1    |
| 总计 | 总计   | 38   | 38   | 38   | 114  |